# Josephus Gerardus Hans

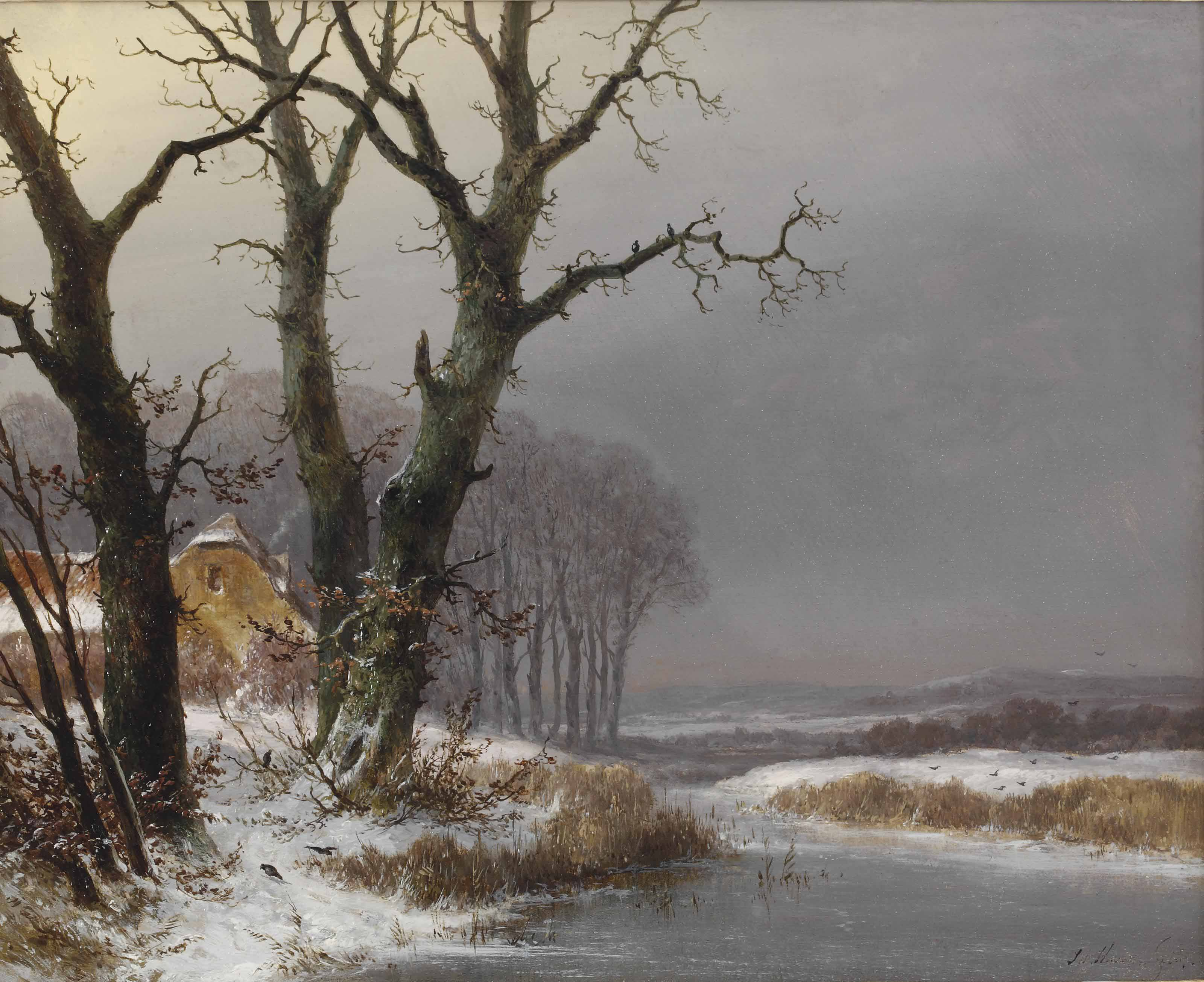
Eine ruhige Winterlandschaft

Josephus Gerardus Hans (* 2. November 1826 in Den Haag; † 18. Juli 1891 in Rijswijk (Zuid-Holland)) war ein niederländischer Landschaftsmaler und Lithograf.
Hans studierte von 1839 bis 1844 an der Koninklijke Academie van Beeldende Kunsten in Den Haag  und bei Andreas Schelfhout. Er hat mehrere Reisen unternommen, unter anderem nach Deutschland, Belgien und in die Schweiz.
Danach kehrte er nach Den Haag zurück, wo er sich mit der Landschaftsmalerei und Lithografie beschäftigte. Er unterrichtete auch M. C. van de Poll.
Er zeigte seine Werke von 1847 bis 1878 auf den Ausstellungen in Amsterdam und Den Haag. 